# Brody Małe (gromada)
Brody Małe – dawna gromada, czyli najmniejsza jednostka podziału terytorialnego Polskiej Rzeczypospolitej Ludowej w latach 1954–1972.
Gromady, z gromadzkimi radami narodowymi (GRN) jako organami władzy najniższego stopnia na wsi, funkcjonowały od reformy reorganizującej administrację wiejską przeprowadzonej jesienią 1954 do momentu ich zniesienia z dniem 1 stycznia 1973, tym samym wypierając organizację gminną w latach 1954–1972.
Gromadę Brody Małe z siedzibą GRN w Brodach Małych utworzono – jako jedną z 8759 gromad na obszarze Polski – w powiecie zamojskim w woj. lubelskim na mocy uchwały nr 18 WRN w Lublinie z dnia 5 października 1954. W skład jednostki weszły obszary dotychczasowych gromad Brody Duże, Brody Małe i Żurawnica ze zniesionej gminy Zwierzyniec w tymże powiecie. Dla gromady ustalono 24 członków gromadzkiej rady narodowej.
1 stycznia 1969 z gromady Brody Małe wyłączono wieś Żurawina, włączając ją do gromady Zwierzyniec w tymże powiecie, po czym gromadę Brody Małe zniesiono, włączając jej (pozostały) obszar do nowo utworzonej gromady Szczebrzeszyn tamże.